# عبد الإله هارون
عبد الإله هارون عدّاء قطري، حطّم الرقم القياسي العالمي لسباق 500 متر داخل قاعة بتسجيله 59.83 ثانية ضمن لقاء «غلوبن غالين» الدولي لألعاب القوى في العاصمة السويدية ستوكهولم في 18 شباط 2016.
وبات هارون أول عدّاء في التاريخ ينزل تحت حاجز الدقيقة في هذا السباق، علما أن الرقم القياسي السابق كان بحوزة الأميركي برايسن سبراتلينغ ومقداره 1.00.09 دقيقة سجّله العام الماضي.
وبدأ هارون مزاولة رياضة «أم الألعاب» جديا قبل ثلاث سنوات فقط، لكنه نجح في هذه الفترة القصيرة في كسر الرقم القياسي الآسيوي لسباق 400 متر داخل قاعة، علما أنه يبلغ الثامنة عشرة من عمره فقط.
وغاب هارون عن بطولة العالم الأخيرة لألعاب القوى في الصين الصيف الماضي بداعي الإصابة، لكنه يأمل في التعويض في دورة الألعاب الأولمبية المقبلة في مدينة ريو دي جانيرو البرازيلية.
وسقط رقمان آخران قياسيان في لقاء ستوكهولم حيث نجح العداء الجيبوتي أيانليه سليمان في تحطيم الرقم القياسي العالمي في سباق ألف متر مسجلا 2.14.20 دقيقة.
أما الرقم الثالث فكان من نصيب الإثيوبية غينزيبه ديبابا في سباق الميل مسجلة 4.13.31 دقيقة.

## وفاته
تُوفي عبد الإله هارون في حادث سير في الدوحة، عن عمر ناهز 24 عامًا.

## روابط خارجية
- عبد الإله هارون على موقع الاتحاد الدولي لألعاب القوى (الإنجليزية)
- عبد الإله هارون على موقع الدوري الماسي (الإنجليزية)
- عبد الإله هارون على موقع اللجنة الأولمبية الدولية (الإنجليزية)
- عبد الإله هارون على موقع أوليمبيديا (الإنجليزية)